# Мязин, Сергей Александрович
Серге́й Алекса́ндрович Мя́зин (24 декабря 1968, Липецк) — советский и российский футболист. Ныне агент ФИФА.

## Футбольная карьера
Воспитанник липецкого футбола, начинал профессиональную карьеру в местном «Металлурге».
В 1988 играл в московском СК ЭШВСМ. Первый круг сезона 1989 года провёл в «Искре» из Смоленска. С 1989 по 1996 за «Металлург» провёл 215 матчей, в которых отметился 11 мячами.
Далее играл в тамбовском «Спартаке», после чего перешёл в «Фабус». Завершал карьеру в «Космосе», в котором во время домашнего матча с брянским «Динамо» за физическое воздействие на судейскую бригаду получил 10-матчевую дисквалификацию.
После окончания футбольной карьеры работает тренером в детской школе в Липецке.